# نگر بالا
نگر بالا، روستایی در دهستان جاسک بخش مرکزی شهرستان جاسک در استان هرمزگان ایران است.

## جمعیت
بر پایه سرشماری عمومی نفوس و مسکن در سال ۱۳۹۵، جمعیت این روستا برابر با ۳۰۹ نفر (۸۰ خانوار) بوده‌است.